# NCSM D'Iberville
Officiellement le NCSM D'Iberville de Rimouski, située au 84 Montée industrielle et commerciale à Rimouski. Est une division de la Réserve navale, en service depuis novembre 1987.

## Origine du nom
Le nom de la réserve navale NCSM D'Iberville célèbre la mémoire de Pierre Le Moyne, sieur d'Iberville un marin, explorateur et militaire ayant vécu en Nouvelle-France entre 1661 et 1706.   

## Historique

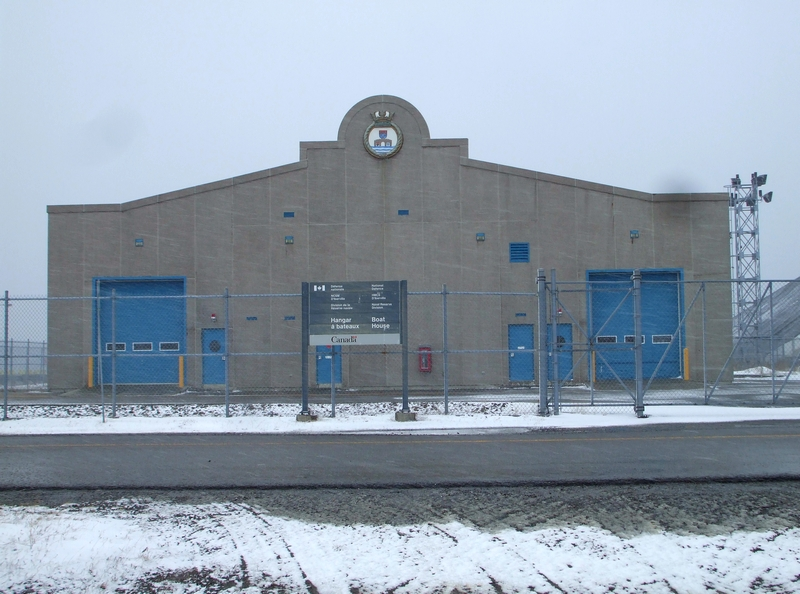
Le hangar à bateaux du NCSM D'Iberville sur le port de Rimouski

Le NCSM D'Iberville est une unité de la réserve navale de la Marine royale canadienne basée à Rimouski qui a été créée en août 1986 sous le commandement du capitaine de corvette Gérard Lafontaine. La mise en service officielle a lieu le 14 novembre 1987 lors d'une cérémonie à laquelle assiste le vice-amiral H.M.D. MacNeil ainsi que la ministre d'État Transports du Canada Monique Vézina.     